# Третий мир

Наименее развитые страны (термин ООН) по состоянию на 2020 выделены синим цветом, частично совпадают со странами бывшего третьего мира

Третий мир (англ. The Third World) — политологический термин второй половины XX века, обозначавший независимые страны, не принимавшие прямого участия в Холодной войне, будучи в Движении неприсоединения.
Первоначально словосочетание означало все страны, не присоединившиеся ни к западному миру («первый мир»), ни к советскому блоку («второй мир»). В последующем термин стал употребляться для обозначения слабых по уровню развития стран (синоним понятия «развивающиеся страны») и иногда используется в качестве пейоратива. Понятие третьего мира введено в науку в рамках неомарксизма.

## История
В современном значении термин впервые употреблён в статье французского учёного Альфреда Сови в журнале L’Observateur 14 августа 1952 года, в которой он сравнил страны третьего мира с третьим сословием в традиционном обществе. Изначально термин относился к странам, которые во время холодной войны не относились ни к западному миру (НАТО), ни к соцстранам (ОВД). Третий мир являлся ареной соперничества развитых держав. С 1974 года с «третьим миром» идентифицировали себя маоисты, обличая так называемые «социал-империализм» и «ревизионизм» СССР. Движение неприсоединения, основанное в 1959 году, явилось попыткой превратить страны третьего мира в самостоятельную международно-политическую силу. Как отмечает Ф. Белелюбский: «В 60-80-х годах экономисты провели долгую дискуссию — о природе общественного строя „развивающихся стран“. Их вывод: „третий мир“ — не переходное состояние, а особое формационное качество, уклад в мировом капитализме».
Третий мир «родился как объект мировой истории, творимой Западом», — отмечал М. А. Чешков[значимость факта?].